# Saint-Romain-Lachalm
Saint-Romain-Lachalm é uma comuna francesa na região administrativa de Auvérnia-Ródano-Alpes, no departamento de Alto Loire. Estende-se por uma área de 19,25 km². Em 2010 a comuna tinha 1 128 habitantes (densidade: 58,6 hab./km²).